# 서울창천초등학교
서울창천초등학교(서울滄川初等學校)는 대한민국 서울특별시 마포구에 있는 공립 초등학교이다.

## 학교 연혁
- 1940년 4월 1일: 서울창천초등학교 개교
- 2020년 4월 1일: 개교 80주년

## 참고 자료
- 서울창천초등학교 - 한국교육학술정보원 학교알리미